# Irene Cuesta
Irene Cuesta Cobo (Granada, España, 13 de septiembre de 1983) es una arquera y entrenadora española. Ganó el campeonato de España del año 2012 y de 2013. También fue la entrenadora del equipo paralímpico español de tiro con arco en los Juegos Paralímpicos de Londres 2012.

## Biografía
Irene nació el 13 de septiembre de 1983 en Granada. En 2012, vivió en Madrid. Es la hermana del, también arquero, Elías Cuesta el cual participó en los juegos olímpicos de 2012.

## Carrera deportiva
En el campeonato de España de clubes de 2008, realizado en La Coruña compitió con las arqueras Toñi Arroyo, María Teresa Muñoz y Beatriz de la Torre.
En marzo de 2011, compitió en el campeonato europeo de Cambrils, Tarragona en el que logró la medalla de bronce. A principios de 2012 compitió en el campeonato de Andalucía, obteniendo el primer puesto en arco compuesto femenino. Semanas más tarde repitió primer puesto en el campeonato de España de Valdemorillo, Madrid. En 2013 compite en el campeonato de España tras haber ganado el campeonato de Andalucía, terminando en segundo puesto. En noviembre de 2014, participó en la competición organizada en Chichen Itza, en la que obtuvo una medalla de bronce después de derrotar a la arquera inglesa Lucy O'Sullivan con una puntuación de 141-132 en las eliminatorias en el enfrentamiento para 3º y 4º puesto.

## Entrenadora
Cuesta es una arquera representativa de la Federación Española de Tiro con Arco.
En 2006, Irene se convierte en entrenadora de la real federación Española de tiro con arco, conduciendo al equipo español al primer puesto en las competiciones nacionales de tiro de los años 2007, 2008 y 2010. En noviembre de 2011, es nombrada coordinadora nacional para arco adaptado en la federación Española, reemplazando a Antonio Rebollo quien había ocupado el cargo durante tres años.  Hizo su debut en este puesto en febrero de 2012 en el campeonato de España de sala de arco adaptado. Esta competición también marcó el inicio de su participación como entrenadora para el equipo paralímpico en los Juegos Paralímpicos de Londres 2012. A principios de 2013, participó en el clasificatorio para el equipo nacional, para participar en el campeonato del mundo de noviembre de 2013.